# Famille Zen
Pour les articles homonymes, voir Zen (homonymie).
 (août 2024).
Si vous disposez d'ouvrages ou d'articles de référence ou si vous connaissez des sites web de qualité traitant du thème abordé ici, merci de compléter l'article en donnant les références utiles à sa vérifiabilité et en les liant à la section « Notes et références ».
La famille Zen ou Zeno (en italien standard) est une famille patricienne de Venise, présente dans la cité depuis ses origines et faisait partie du noyau des casade longhe, groupe dit des tribunizie.

## Personnalités
La famille donna un doge à la République, des généraux ainsi que des patriciens :
- Reniero Zen, doge de Venise et s'y fit remarquer ;
- Gianbattista Zen, cardinal créé par Paul II ;
- Marino Zen, duc de Candie (1274) ;
- Pietro Zen, duc de Candie (1276) ;
- Viago Zen, duc de Candie (1333) ;
- Caterino Zeno, ambassadeur auprès d'Ussun Cassan, empereur de Perse.
- Carlo Zen (1333-1418), héros de la guerre de Chioggia où il battit l'ennemi génois assiégeant la ville.
- Marco Zen (? -1641), évêque de Torcello inhumé dans la Basilique Santa Maria Gloriosa dei Frari à Venise.

## Armes

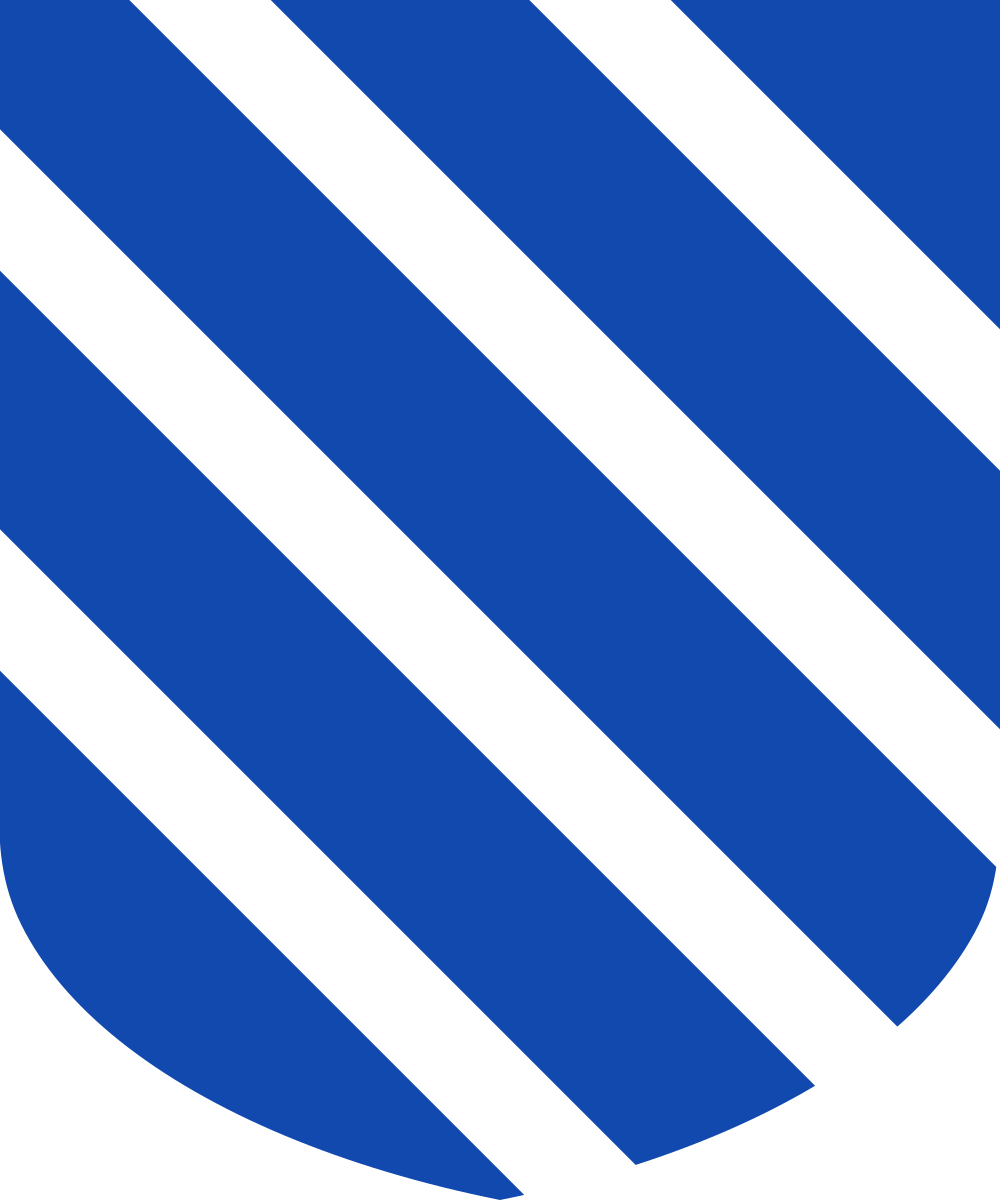
Les armes des Zen : bandées d'azur et d'argent de six pièces

Les armes des Zen sont bandées d'azur et d'argent de six pièces mais quelques branches écartèlent ces armes avec d'autres, à savoir un animal (nommé dolce par les Italiens) de sable, en champ d'argent, qui peut-être sont celles de quelque famille éteinte dont quelqu'un a hérité.

## Demeures

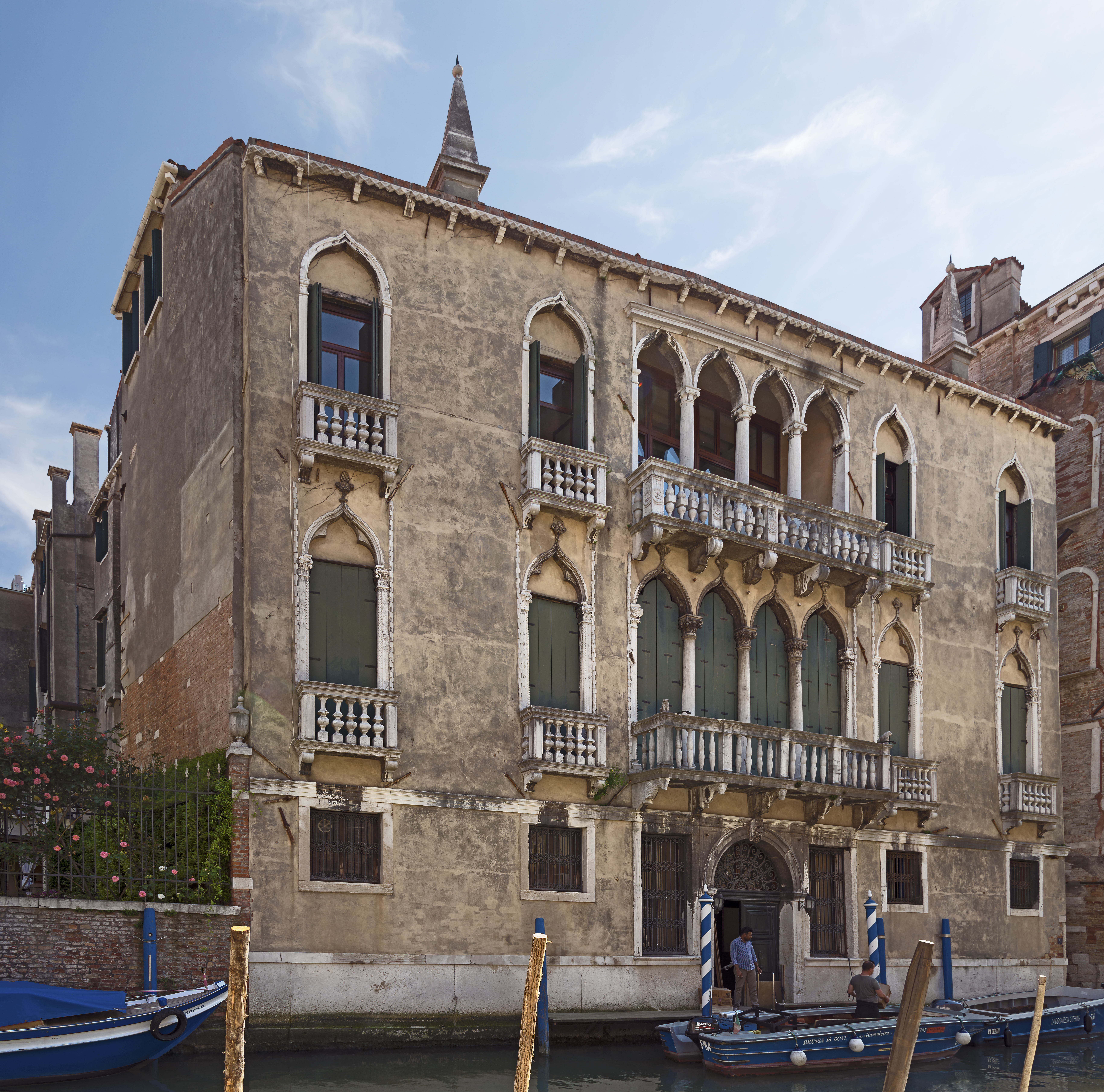
Palais Zen ai Frari (Venise)
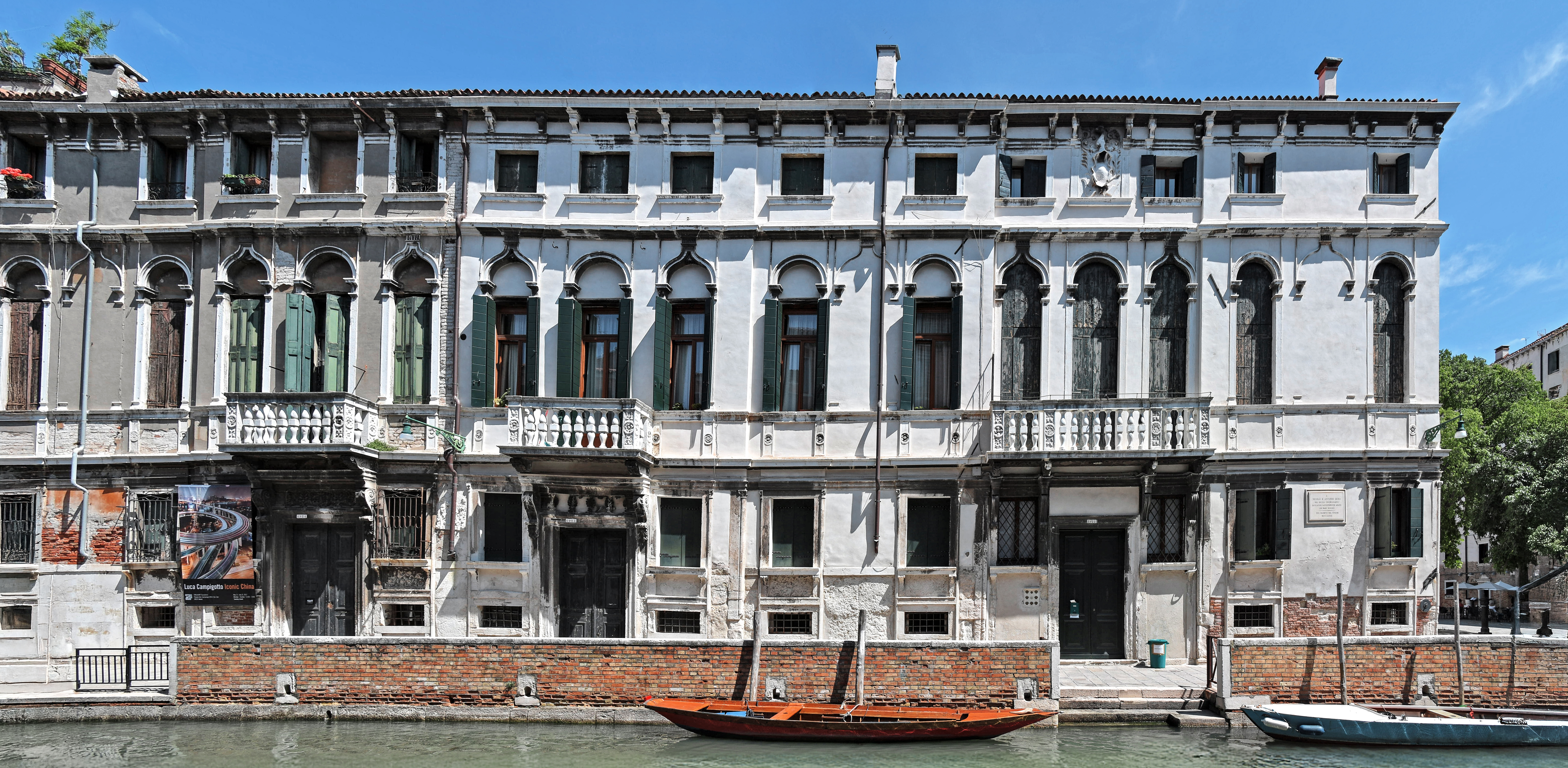
Palais Zen (Cannaregio)
- Palais Zen (Santa Croce)

- Palais Zen ai Frari (Venise)
- Palais Zen (Cannaregio)